# Лакомб Люсьєн
«Лакомб Люсьєн» (фр. Lacomb Lucien) — драматичний кінофільм 1974 року, поставлений режисером Луї Малем. Фільм було номіновано на здобуття премії «Оскар» 1975 року; отримав премію BAFTA у категорії за найкращий фільм та низку інших професійних кінонагород .

## Сюжет
Дія фільму відбувається в маленькій префектурі на південному заході Франції у червні 1944 року. Юнак на ім'я Люсьєн Лакомб прислуговує у будинку для літніх людей. Його батько в німецькому полоні, а мати стала коханкою селянина, що дав їй роботу. Люсьєн просить учителя Пейсака прийняти його до партизанського загону, але той вважає, що Люсьєн занадто молодий для цього. Повертатися до будинку пристарілих Люсьєн не хоче і прямує у бар готелю, де розмістися співробітники гестапо. Там Люсьєна підпоюють, після чого він «здає» учителя та розкриває його бойову кличку: лейтенант Вольте́р. Він засинає в готельному номері і незабаром опиняється в лавах колабораціоністів.
До готелю приводять учителя де той називає Люсьєна покидьком. Хлопець чує, як під тортурами учитель кричить від болю. Потім гестапівець Обер учить Люсьєна стріляти, а інший — Жан-Бернар, син багатих батьків ― знайомить його з відомим паризьким кравцем Альбертом Горном, який є євреєм і ховається у своїй квартирі з матір'ю і донькою Франс. Жан-Бернар обіцяв вивезти їх до Іспанії, але насправді це лише привід для того, щоб викачувати з них гроші, і Горн це розуміє. Жан-Бернар просить Горна пошити Люсьєну костюм, тож відтепер життя юнака проходитиме між готелем, завданнями німців, і будинком Горна, в якому він стає частим гостем.
Разом з Жан-Бернаром, що видає себе за пораненого бійця Опору, Люсьєн приходить до лікаря Вожуа. Той погоджується вилікувати пораненого і потрапляє в розставлену пастку. Якось увечері Люсьєн запрошує доньку Горна Франс на вечірку в готелі з нагоди від'їзду Жан-Бернара до Іспанії. Покоївка Марі, яка закохана в Люсьєна, називає Франс «жидівкою». Франс плаче в обіймах Люсьєна та говорить, що їй «набридло бути єврейкою». Вночі вони займаються любов'ю в готелі. Вранці Жан-Бернара і його коханку Бетті знаходять мертвими у своєму автомобілі. Франс просить Люсьєна вивезти в Іспанію її батька, але Горн відмовляється розмовляти з Люсьєном, дізнавшись про його зв'язок зі своєю донькою. Проте Люсьєн думає про одруження на Франс. Мати Люсьєна повідомляє синові, що через нього до її будинку підкидають маленькі труни. Вона благає сина покинути країну і погоджується взяти в нього гроші.
Люсьєн помалу обживається у будинку Горна, а той в нападах гніву називає свою доньку шлюхою. Одного разу він набирається рішучості поговорити з Люсьєном про Франс, але у того немає на це часу. Втративши всяку обережність, Горн йде за ним прямо у готель, де його просять пред'явити документи, допитують і заарештовують. Люсьєн знову приходить до Франс і вони сваряться.
Становище гестапівців починає змінюватися — все частіше вони гинуть на очах у Люсьєна. Разом з унтер-офіцером СС Люсьєн приходить заарештовувати Франс і її бабусю. Несподівано Люсьєн вбиває німця і відвозить обох жінок на автомобілі, взявши курс на Іспанію. Вони ховаються на покинутій фермі; Люсьєн добуває їжу полюванням. Вони з Франс поводяться, як закохані в романтичній подорожі.

Фінальний титр фільму повідомляє, що «Люсьєн Лакомб був заарештований 12 жовтня 1941 року. Він був засуджений військовим трибуналом Опору до смерті і був страчений».

## В ролях
| П'єр Блез           | ···· | Люсьєн Лакомб |
| Орор Клеман         | ···· | Франс Горн    |
| Хольгер Льовенадлер | ···· | Альберт Горн  |
| Тереза Жизе         | ···· | бабця         |
| Стефан Буі          | ···· | Жан-Бернар    |
| Лумі Якобеско       | ···· | Бетті Больє   |

| Рене Булок   | ···· | Фор          |
| П'єр Деказ   | ···· | Обер         |
| Жан Ружрі    | ···· | Тонен        |
| Сесіль Рікар | ···· | Марі         |
| Жаклін Стоп  | ···· | Люсьєн       |
| Жак Риспаль  | ···· | землевласник |

## Визнання
| Нагороди та номінації фільму «Лакомб Люсьєн» | Нагороди та номінації фільму «Лакомб Люсьєн» | Нагороди та номінації фільму «Лакомб Люсьєн» | Нагороди та номінації фільму «Лакомб Люсьєн» | Нагороди та номінації фільму «Лакомб Люсьєн» | Нагороди та номінації фільму «Лакомб Люсьєн» |
| Рік                                          | Кінофестиваль/кінопремія                     | Категорія/нагорода                           | Номінант                                     | Результат                                    |                                              |
| -------------------------------------------- | -------------------------------------------- | -------------------------------------------- | -------------------------------------------- | -------------------------------------------- | -------------------------------------------- |
| 1974                                         | Національна рада кінокритиків США            | ТОП-10 фільмів                               | Лакомб Люсьєн                                | Включення                                    |                                              |
| 1974                                         | Національна рада кінокритиків США            | Найкращий актор другого плану                | Хольгер Льовенадлер                          | Перемога                                     |                                              |
| 1975                                         | Золотий глобус                               | Найкращий іноземний фільм                    | Лакомб Люсьєн                                | Номінація                                    |                                              |
| 1975                                         | Премія «Оскар»                               | Найкращий фільм іноземною мовою              | Лакомб Люсьєн                                | Номінація                                    |                                              |
| 1975                                         | Премія BAFTA                                 | Найкращий фільм                              | Лакомб Люсьєн                                | Перемога                                     |                                              |
| 1975                                         | Премія BAFTA                                 | UN Award                                     | UN Award                                     | Перемога                                     |                                              |
| 1975                                         | Премія BAFTA                                 | Найкращий режисер                            | Луї Маль                                     | Номінація                                    |                                              |
| 1975                                         | Премія BAFTA                                 | Найкращий сценарій                           | Луї Маль, Патрік Модіано                     | Номінація                                    |                                              |
| 1975                                         | Синдикат французьких кінокритиків            | Приз за найкращий французький фільм          | Лакомб Люсьєн                                | Перемога                                     |                                              |
| 1975                                         | Національна спілка кінокритиків США          | Найкращий актор другого плану                | Хольгер Льовенадлер                          | Перемога                                     |                                              |